# The Amateur Detective
«The Amateur Detective» — американский короткометражный комедийный фильм Кэрролл Флеминг.

## Сюжет
Джейн и Пэт, ее поклонник-полицейский думают, что они сумели раскрыть заговор против её работодателя, мистера Уайза. Загадочные знаки на заборе - секретный язык Джека и молодой Бетти, которые вдруг узнают, что Джейн приняла их иероглифы за сигналы злодея, вследствие чего они решают заставить Джека замаскироваться под детектива...

## В ролях
| Актёр           | Роль        |
| --------------- | ----------- |
| Кэри Л. Хатингс | Джейн       |
| Эрнест С. Варде | Пэт         |
| Ж.С. Мюррэй     | мистер Уайз |
| Мюриэл Остриш   | Бетти Уайз  |
| Харрис Гордон   | Джек        |